# Alberic de Cîteaux
Sant Alberic de Cîteaux (Borgonya, segle xi - Abadia de Cîteaux, 26 de gener de 1108) va ser un monjo, cofundador de l'Orde del Cister.

## Biografia
No hi ha dades sobre la seva infantesa. Només se sap que, de jove, va voler fer vida religiosa i es posà sota la guia de Robert de Molesme, que havia format una comunitat prop de Tonnerre. El lloc, però, era desavinent per a fundar-hi un monestir, per la qual cosa, el 1075 van marxar a Molesme, on es fundà el monestir. Robert en fou el primer abat, i Alberic el prior.
Aviat, però, la comunitat va tenir problemes de convivència i alguns monjos es rebel·laren; Robert i Alberic van marxar-ne fins que els altres monjos els cridaren i els demanaren que tornessin. Aquests, però, veient que no hi podrien dur a terme el seu ideal monàstic, van anar, amb alguns dels monjos, fins a Cîteaux, a la diòcesi de Chalon-sur-Saône, on el 1098 fundaren una comunitat amb una forma de vida diferent a la benedictina i que va ser l'origen de l'Orde Cistercenc. Alberic, molt devot de la Mare de Déu, va posar l'orde sota la protecció de Maria.
Alberic en fou l'abat quan Rober, per ordre del papa Urbà II, va deixar el monestir. Ho fou fins al 26 de gener de 1108, quan morí. Alberic va fer, durant l'abadiat, que la regla de vida de la comunitat fos més austera; introduí la caputxa blanca a l'hàbit cistercenc.

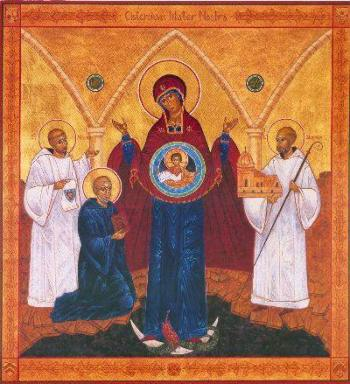
Pintura amb els tres fundadors de l'Orde Cistercenc (Alberic, a la dreta
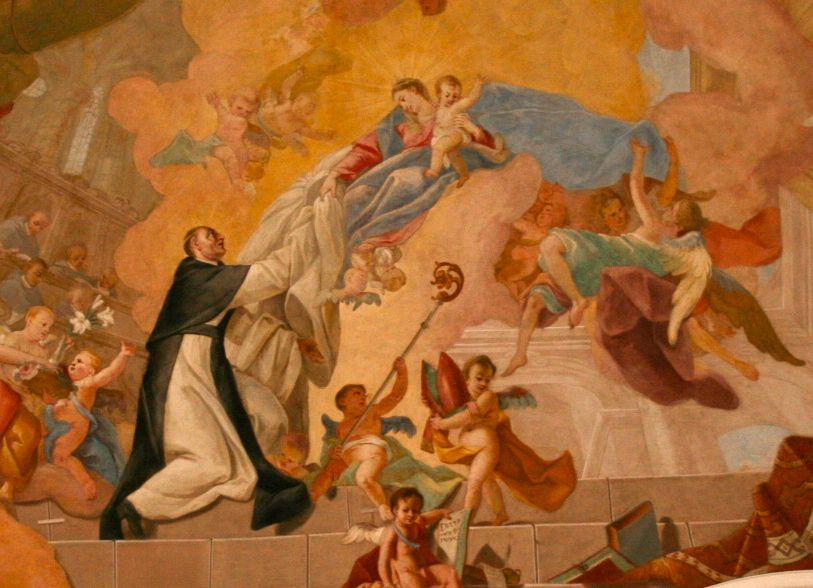
Alberic rebent l'hàbit de la Mare de Déu (Abadia de Zirc, ca. 1740)
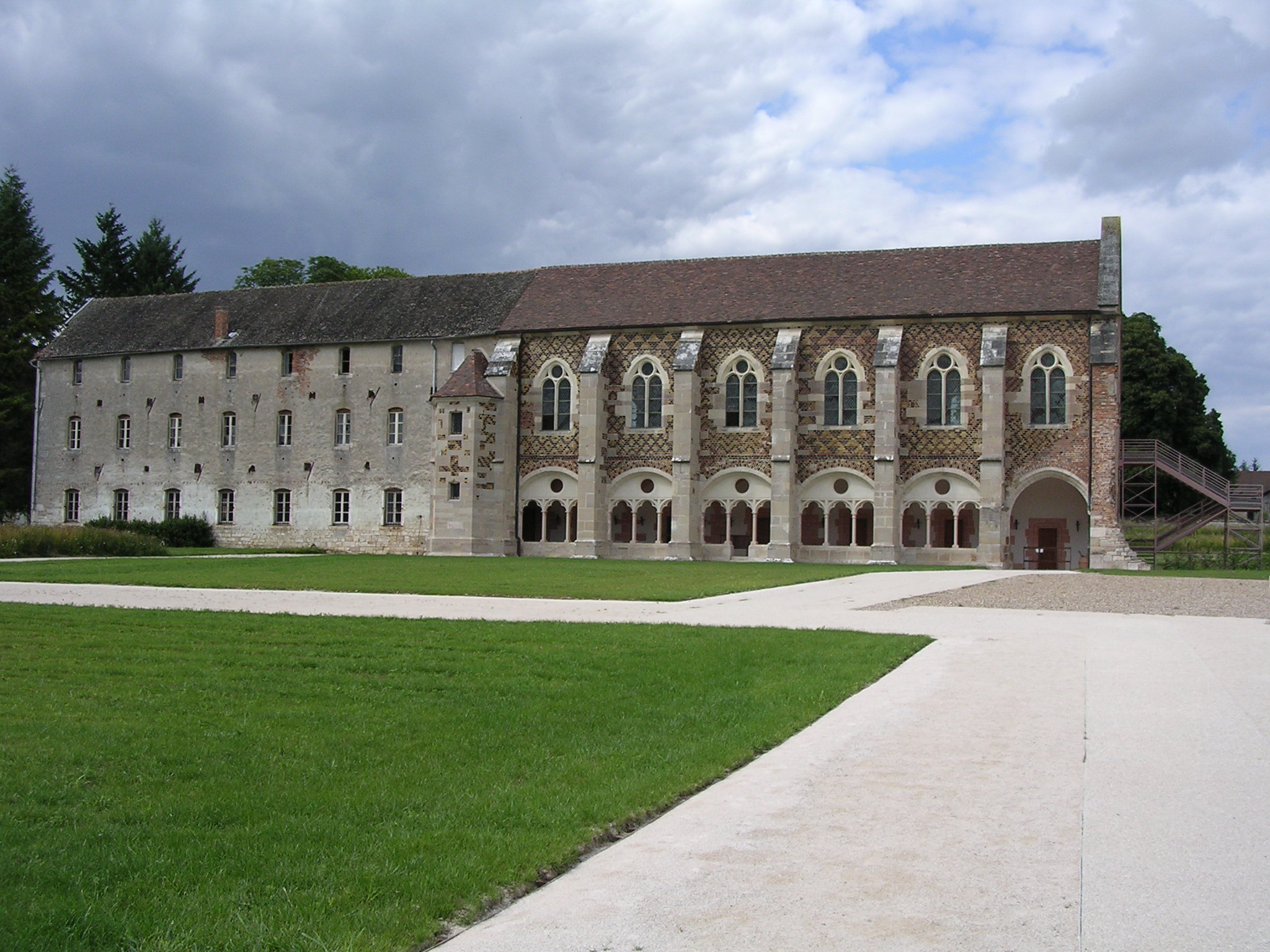
Restes de l'abadia de Cîteaux.